# Scotland Yard (bordspel)
Scotland Yard van Ravensburger is een bordspel voor twee tot zes spelers. In 1983 werd het in Duitsland uitgroepen tot Spiel des Jahres. Een van de spelers is de voortvluchtige Mister X (de boef), de overige spelers zijn detectives in dienst van Scotland Yard die de voortvluchtige moeten opsporen in het centrum van Londen. 

## Doelstelling
Doel van het spel is dat de spelers als detectives de mysterieuze Mister X opsporen en vangen binnen een vast aantal spelbeurten. Voor aanvang van het spel kan eventueel door loting worden bepaald welke speler Mister X zal spelen. De spelers starten elk op een plek die door loting wordt bepaald (de spelers trekken voor aanvang van het spel een kaart met hun startnummer). De speler die Mister X bestuurt, moet proberen uit handen te blijven van de detectives.
De posities van de detectives zijn permanent zichtbaar, zij hebben elk een pion van een eigen kleur. De positie van Mister X wordt periodiek onthuld. Hiervoor gebruikt hij een witte(doorzichtige) pion.
Het spel wordt gewonnen door de detectives als een van hen met zijn pion op dezelfde locatie terechtkomt als de huidige positie van Mister X. Mister X moet zich dan gewonnen geven en de detectives winnen gezamenlijk.
Het spel wordt door Mister X gewonnen als deze uit handen van de detectives blijft tot alle detectives zich niet meer kunnen verplaatsen (dit gebeurt op zijn laatst na 24 speelbeurten aangezien er dan geen verplaatsingskaarten meer over zijn).

## Spelverloop
Het gehanteerde spelmechanisme is enigszins ongebruikelijk omdat de rollen ongelijk zijn. De ene partij is Mister X en de detectives zijn zijn tegenstanders. Het is daardoor moeilijk te zeggen of het een enigszins gelijke strijd is, maar de ervaring leert dat Mister X aan 4 à 5 detectives een waardige tegenstander heeft.
In feite zijn er maar twee spelers: Mister X en de gezamenlijke detectives. Meestal wordt het spel met meer personen gespeeld, waarbij elke tegenspeler een detective bestuurt. Zij mogen hun strategie met elkaar bespreken en werken met elkaar samen. 
Het speelbord toont het stadsplan van het Londense stadscentrum met taxi-, bus-, metro- en bootverbindingen met bijbehorende haltes, waarover de detectives en Mister X bewegen. Deze zijn aangegeven met verschillende kleuren, zodat goed te zien is naar welke plekken met elk transportmiddel kan worden gereisd. Elke detective heeft een beperkt aantal kaartjes voor elk transportmiddel en een detective die, bijvoorbeeld, geen buskaartjes meer heeft, kan niet meer met de bus reizen. Mister X heeft onbeperkt kaartjes. Hij houdt zijn zetten geheim en deelt aan de medespelers (meestal) enkel de gebruikte transportmiddelen mee. Hij legt hierbij z'n vervoersbewijzen op een speciaal bord waarbij hij de nummers van zijn positie noteert. Mister X moet zijn positie echter elke vijf zetten bekendmaken, wat de detectives de kans geeft om de achtervolging opnieuw te coördineren.
- taxi. Deze zijn duur en staan de speler slechts toe om zich over een korte afstand per fiche te bewegen (kaart/fiche). Echter, taxi's kunnen worden gebruikt om elk gewenst punt in Londen te bereiken, waarvan de meeste niet bereikbaar zijn met de bus of metro.
- bus. De bussen zijn beschikbaar over het grootste deel van de plattegrond, waarmee langere afstanden sneller kunnen worden afgelegd als de speler zich bij een bushalte bevindt.
- metro (ook tube of Underground genoemd). Hiermee kunnen nog grotere afstanden in een beurt worden afgelegd.
- boot. De boten over de Theems, tussen Greenwich en Whitehall kunnen enkel door Mister X worden gebruikt. Wanneer Mister X gebruikmaakt van vervoer over water dan wordt het aantal plaatsen waar hij zich kan bevinden aanzienlijk verkleind.

Mister X kan ook nog een beperkt aantal keren gebruikmaken van een black ticket, een vervoerbewijs dat geldig is op iedere vorm van transport. De detectives weten dan niet welk vervoermiddel hij heeft gebruikt. Er zijn geen kaartjes voor de boot, dus een bootreis is alleen mogelijk met een black ticket. Dat betekent dat de detectives niet de boot kunnen nemen. Het is vaak het onderwerp van discussie of een black ticket werd gebruikt om een rivieroversteek te verhullen.

## Strategie
Het blijkt voor Mister X zinvol te zijn om op het moment dat deze zijn positie aan de medespelers bekend dient te maken zich op een metrostation te bevinden zodat Mister X een duidelijke positieverandering kan bewerkstelligen tijdens de eerstvolgende onzichtbare spelbeurt. Hierdoor wordt het gebied dat door de detectives moet worden afgezocht aanzienlijk (ver)groot.
Een andere tactiek is om juist op het spelmoment dat Mister X met medeweten van de detectives op een metroverbinding kan zijn, gebruik te maken van het black ticket. Dit ticket kan immers voor elk transportmiddel worden ingezet. De detectives zijn dan niet op de hoogte of Mister X door middel van de metro van positie is veranderd of via een ander transportmiddel. Deze methode is ook op de rivierverbindingen van toepassing, die met een black ticket enkel door Mister X te gebruiken zijn.